# Jerry Mawihmingthanga
Jerry Mawihmingthanga (Mizoram, 9 marzo 1997) è un calciatore indiano, centrocampista svincolato.

## Carriera

### Club
Ha giocato nella prima divisione indiana.

### Nazionale
Ha giocato nelle nazionali giovanili indiane Under-19 ed Under-23.

## Statistiche

### Presenze e reti nei club
| Stagione          | Squadra           | Campionato        | Campionato | Campionato | Coppe nazionali | Coppe nazionali | Coppe nazionali | Coppe continentali | Coppe continentali | Coppe continentali | Altre coppe | Altre coppe | Altre coppe | Totale | Totale |
| Stagione          | Squadra           | Comp              | Pres       | Reti       | Comp            | Pres            | Reti            | Comp               | Pres               | Reti               | Comp        | Pres        | Reti        | Pres   | Reti   |
| ----------------- | ----------------- | ----------------- | ---------- | ---------- | --------------- | --------------- | --------------- | ------------------ | ------------------ | ------------------ | ----------- | ----------- | ----------- | ------ | ------ |
| 2016              | NorthEast Utd     | ISL               | 1          | 0          | -               | -               | -               | -                  | -                  | -                  | -           | -           | -           | 1      | 0      |
| 2016-2017         | DSK Shivajians    | IL                | 15         | 2          | FC              | 3               | 0               | -                  | -                  | -                  | -           | -           | -           | 18     | 2      |
| 2017-2018         | Jamshedpur        | ISL               | 16         | 1          | SC              | 1               | 0               | -                  | -                  | -                  | -           | -           | -           | 17     | 1      |
| 2018-2019         | Jamshedpur        | ISL               | 12         | 0          | SC              | 1               | 0               | -                  | -                  | -                  | -           | -           | -           | 13     | 0      |
| Totale Jamshedpur | Totale Jamshedpur | Totale Jamshedpur | 38         | 1          |                 | 2               | 0               |                    | -                  | -                  |             | -           | -           | 40     | 1      |
| 2019-2020         | Odisha            | ISL               | 17         | 2          | SC              | -               | -               | -                  | -                  | -                  | -           | -           | -           | 17     | 2      |
| 2020-2021         | Odisha            | ISL               | 17         | 2          | -               | -               | -               | -                  | -                  | -                  | -           | -           | -           | 17     | 2      |
| 2021-2022         | Odisha            | ISL               | 19         | 3          | -               | -               | -               | -                  | -                  | -                  | -           | -           | -           | 19     | 3      |
| 2022-2023         | Odisha            | ISL               | 18+1       | 3+0        | SC              | 5               | 0               | QAFC Cup           | 1                  | 0                  | DC          | 5           | 3           | 30     | 6      |
| 2023-2024         | Odisha            | ISL               | 14+3       | 2+0        | SC              | 2               | 0               | AFC Cup            | 4                  | 0                  | DC          | -           | -           | 23     | 2      |
| 2024-2025         | Odisha            | ISL               | 21         | 5          | SC              | 1               | 0               | -                  | -                  | -                  | DC+BT       | -+3         | -+2         | 25     | 7      |
| Totale Odisha     | Totale Odisha     | Totale Odisha     | 110        | 17         |                 | 8               | 0               |                    | 5                  | 0                  |             | 8           | 5           | 131    | 22     |
| Totale carriera   | Totale carriera   | Totale carriera   | 154        | 20         |                 | 13              | 0               |                    | 5                  | 0                  |             | 8           | 5           | 180    | 25     |

## Palmarès

### Club

#### Competizioni nazionali
- Super Cup: 1

Odisha: 2023

### Individuale
- FPAI Young Player of the Year: 1

2019-2020